# 劉釪
劉釪（1422年—1458年），江西承宣布政使司吉安府安福縣人。明朝官員。劉球次子。
景泰年間，鄉試中舉第一（解元）。景泰五年，中進士，授翰林院庶吉士。景泰七年，授監察御史。天順八年，改浙江按察使司副使。成化六年，改浙江按察使，官至雲南按察使。

## 外部連結
- 劉釪 （页面存档备份，存于） 中研院史語所